# Shauna Peare
Shauna Margaret Peare (Dublino, 10 settembre 1992) è una calciatrice irlandese, difensore del San Marino.

## Carriera
Peare si appassiona al calcio fin da giovanissima, iniziando a giocare a sei anni nella sua città di residenza. Quando decide di trasferirsi negli Stati Uniti d'America per approfondire gli studi alla University of Texas at Brownsville gioca nelle formazioni femminili di calcio universitario, entrando a far parte della squadra delle UTB Ocelots fino al termine del suo impegno scolastico.
Nel 2015 Shauna Peare sottoscrive un accordo con lo Houston Aces, squadra di calcio femminile professionistico di Houston, Texas, in quell'anno iscritta alla Women's Premier Soccer League (WPSL).
Peare rimane con la società anche per la stagione successiva, quando lascia la WPSL per iscriversi alla West Conference della United Women's Soccer (UWS). Peare viene impiegata in sei incontri su otto disputati, tutti in Regular Season, dal maggio al giugno di quell'anno, contribuendo al raggiungimento della terza posizione in campionato e aggiudicandosi il premio "Iron Woman" Of The Year risultando la giocatrice maggiormente impiegata della squadra..
Concluso l'impegno statunitense Peare decide di trasferirsi in Italia, formalizzando assieme alla messicana pari ruolo Mariana Diaz, sua compagna nello Houston Aces, il tesseramento con il San Zaccaria per giocare in Serie A, il livello di vertice del campionato nazionale, divenendo la prima irlandese a vestire la maglia biancorossa della società di Ravenna. Il tecnico Gianluca Nardozza la impiega per la prima volta alla 2ª giornata, nell'incontro giocato l'8 ottobre 2016 e perso per 4-2 con le campionesse in carica del Brescia.
Al termine della stagione 2016-2017 ha lasciato il San Zaccaria per poi trovare un accordo con l'AGSM Verona, svincolandosi al termine del girone di andata della stagione 2017-2018.
Durante il successivo calciomercato invernale si trasferisce all'Assi, squadra neopromossa all'edizione 2018 dell'Elitettan, il secondo livello del campionato svedese. Peare rimane con il nuovo club solo per la prima parte del campionato, lasciando la società nel giugno 2018 avendo ricevuto un'offerta dal suo vecchio club statunitense, lo Houston Aces.
Il 3 gennaio 2024, Peare passa a titolo definitivo al San Marino, militante nella Serie B italiana.